# Fumarato redutase
A fumarate redutase é uma enzima que converte o fumarato em succinato e é uma enzima importante no metabolismo bacteriano como parte da respiração anaeróbica.
Succinato + aceitador ⇐> fumarato + aceitador reduzido
Por outras palavras, a fumarato redutase faz a acoplagem da redução do fumarato a succinato com a oxidação de quinol a quinona, numa reacção oposta à que é catalisada pelo complexo II da cadeia respiratória (succinato desidrogenase).
O complexo de fumarato redutase é composto por três subunidades. A subunidade A contém o sítio de redução do fumarato e um dinucleótido de flavina e adenina ligada covalentemente. A subunidade B contém centros de ferro-enxofre. A subunidade C é composta por cinco segmentos em hélice que atravessam a membrana e liga duas moléculas de hemo b.